# Syrovice (Brno-vidéki járás)
Syrovice település Csehországban, a Brno-vidéki járásban. Syrovice Želešice, Sobotovice, Holasice, Rajhrad, Bratčice, Hajany és Ořechov településekkel határos. Lakosainak száma 2066 fő (2024. január 1.).

## Népesség
A település lakosságának változását az alábbi diagram mutatja:
| Lakosok száma | 627  | 835  | 906  | 1096 | 982  | 1382 | 1597 | 1822 | 1917 | 2066 |
|               | 1869 | 1900 | 1921 | 1961 | 1980 | 2011 | 2016 | 2019 | 2021 | 2024 |